# Libnotes (Goniodineura) melancholica
Libnotes (Goniodineura) melancholica is een tweevleugelige uit de familie steltmuggen (Limoniidae). De soort komt voor in het Oriëntaals gebied.